# Harvey Stephens (attore britannico)
Harvey Spencer Stephens (Putney, 12 novembre 1970) è un attore britannico.

## Biografia
Figlio di Jim e Jackie Stephens, è nato in un sobborgo di Londra. A 4 anni venne scelto per interpretare il ruolo con cui divenne famoso, quello di Damien Thorn, l'anticristo nel film Il presagio (The Omen) di Richard Donner: il regista ha dichiarato in un'intervista alla AMC che il bambino ebbe il ruolo dopo che aveva colpito il regista nelle parti basse. Per interpretare Damien, gli vennero tinti i capelli di nero, visto che era biondo naturale.
La sua carriera di attore non è mai decollata ed è rimasta ancorata al ruolo avuto da bambino, tranne due comparsate, la seconda delle quali in un piccolo ruolo di un giornalista nel remake (2006) del film del 1976.

## Filmografia
- Il presagio (The Omen), regia di Richard Donner (1976)
- Il sogno di Tahiti (Gauguin the Savage), regia di Fielder Cook – film TV (1980)
- Omen - Il presagio (The Omen), regia di John Moore (2006)